# Koit Toome
Koit Toome (Tallinn, 3 gennaio 1979) è un cantante estone.

## Carriera
Ha debuttato nel mondo della musica a fine 1994 nel duo pop Code One insieme a Sirli Hiius. Il duo era stato formato dal produttore Mikk Targ e ha all'attivo vari album e singoli di successo in Estonia. Il cantante come solista avuto l'onore di rappresentare l'Estonia all'Eurovision Song Contest nel 1998 con la canzone Mere Lapsed (I bambini del mare). Ha duettato con la cantante connazionale Maarja-Liis Ilus in diverse canzoni. Nel 2007 ha partecipato, sempre per l'Estonia, al Second Chance Contest con la canzone Veidi Veel.
Nel 2011 ha duettato con Getter Jaani nella canzone Valged Ööd. Il pezzo fu anche il secondo estratto dall'album Rockefeller Street.
Nel 2017 torna a rappresentare la repubblica baltica in coppia con Laura Põldvere con il brano Verona, un omaggio alla città veneta della quale Toome era rimasto ammaliato dopo un viaggio. Il brano ispirato alla storia d'amore di Romeo e Giulietta però si ferma in semifinale.